# Lappalaisjärvi
Lappalaisjärvi är en sjö i Finland. Den ligger i kommunen Sodankylä i landskapet Lappland, i den norra delen av landet, 800 km norr om huvudstaden Helsingfors. Lappalaisjärvi ligger 247,9 meter över havet. Arean är 56,5 hektar och strandlinjen är 3,36 kilometer lång. Sjön  ingår i Kemi älvs huvudavrinningsområde. 